# Дом муз
«Дом муз» — музей современного искусства в городе Ярославле, созданный в 1989 году членом Союза художников СССР, заслуженным художником Российской Федерации Ариадной Соколовой (1925-2013). С 2010 года стал филиалом Музея истории города Ярославля. Имеет обширную коллекцию произведений современного искусства. Расположен в здании, являющемся памятником истории и культуры областного значения.

## Появление
Бывший особняк Николая Бибикова — хирурга и большого книжника, ставшего автором одного из поэтических переложений «Слова о полку Игореве», выполненный в стиле романтического модерна, со стрельчатыми арками и готическими окнами, был сооружён из красного кирпича в 1908 году. Он использовался как для проживания врача с семьёй, так и для приёма пациентов. После революции дом № 23а по улице Чайковского отдали под «коммуналку», и в конце 1980-х стали расселять, чтобы снести. К счастью, этому воспротивилась городская общественность, и здание сохранили, придав ему статус памятника истории и культуры областного значения. Однако что делать со старинным домом дальше, городские власти не знали.
Весной 1989 года здание посетила ярославская художница Ариадна Соколова и была очарована следами уходящей красоты: стильного вида дубовой лестницей на второй этаж, анфиладой комнат, живописностью освещения сквозь высокие стрельчатые окна. Так у неё родилась идея открыть в здании ярославский музей современного искусства «Дом муз».
Ходатайство об использовании старого особняка под эти цели вместе с Ариадной Соколовой подписали актриса и депутат Наталья Терентьева, доцент Ярославского педагогического института Владимир Жельвис, искусствовед, нынешний заместитель директора Музея истории города Николай Корсиков и руководитель знаменитого ансамбля «Барокко» Игорь Попков, а также ряд учителей, врачей и инженеров. Было объявлено о создании культурно-просветительского общества «Искусство, литература, музыка», которое начнёт восстанавливать дом, а затем развернёт в нём творческую деятельность. Самые смелые выдвигали даже план создания целого «городка искусств», куда кроме «Дома муз» планировалось включить расположенный неподалёку Центр белорусской культуры. Музей М. Богдановича и выставочную площадку под открытым небом.
Ярославский горисполком пошёл навстречу инициативе и во второй половине 1989 года отдал здание под «Дом муз», освободив его от арендной платы, но сохранив за пользователем обязанность осуществлять коммунальные платежи и платежи за электричество.
Затем усилиями добровольцев были сломаны гнилые коммунальные перегородки, осушен подвал и восстановлена система отопления, отциклёван старый паркет, а перед входом, на тротуаре, камешками выложен придуманный Ариадной Леонидовной лозунг: «Искусство — это сила, красота и ум народа».
На этапе становления «Дому муз» сильно помогал тогдашний глава Кировского района Ярославля Владимир Ковалёв. Кроме него, если верить табличке на самом здании, энтузиастов поддерживали мэр города Виктор Волончунас и его заместитель Валерий Величко, начальник управления культуры мэрии Валентина Зарецкая, председатель областного комитета историко-культурного наследия Юрий Аврутов и хранительница фондов Ярославского художественного музея Надежда Воинова (ныне Кукушкина).). Известно также о помощи, которую оказывала «Дому муз» Ярославская Торгово-промышленная палата.
Благодаря совместным усилиям, параллельно с ремонтом, в здании к исходу 1990 года появилась картинная галерея, начали проходить творческие вечера, а в осушенном подвале планировалось открыть музыкальное кафе.

## 1990—1994
Экспозиции учреждения состояли из работ «раннего» И. Глазунова, полотен М. Кичигина и В. Кузнецовой-Кичигиной, М. Касаткина, К. Коровина, А. Васнецова, М. Реутова, Л. Благинина, А. Синько, акварелей американского художника Даниела Вулсона, скульптур, фисгармонии, старинной мебели, колоколов, икон, светильников, предметов городского и крестьянского быта, игрушек и даже детских рисунков. Широкая лестница носила имя Вертинского, а на видном месте лежала соломенная шляпа знаменитого художника-авангардиста, одного из мастеров Серебряного века Натана Альтмана.
Кроме того, «Дом муз» уделял внимание популяризации творчества непрофессиональных художников. Так, здесь демонстрировались картины женщины Лены, которая после автокатастрофы девять лет пролежала парализованной, а затем через силу стала рисовать на библейские темы, рисунки завхоза самого «Дома Муз» Валентины Коробейниковой, а также коллекция акварельных копий леонардовской Джоконды, сделанных одной из жительниц села Татищев Погост Ростовского района Ярославской области.

В сентябре 1991 года, отвечая на вопросы корреспондента ярославской городской молодёжной газеты «Пресс-клип», Ариадна Соколова сообщала, что в здании начала работать литературная гостиная с мягкой мебелью, камином и старинным фортепиано, в которой «уже звучали произведения Моцарта, читали при свечах Ахматову, слушали песни замечательной кээспешницы Ольги Сорокиной», и заявляла о планах открыть после ремонта ещё четыре комнаты, где посетители увидят образцы детского творчества, старого и современного прикладного искусства, а также выставку китайских мастеров. При этом она отмечала: 
Надеемся пока только на свои сбережения, выручку от продажи входных билетов и энтузиазм добровольных помощников. Ну и на спонсоров, если таковые будут.

Новое негосударственное учреждение культуры быстро стало популярным у представителей творческой интеллигенции и просто гостей города. Кандидат искусствоведения, доктор педагогических наук, профессор ЯГПУ Евгений Ермолин писал: 
Из дома Соколова сделала произведение искусства. Это, если хотите, и её автопортрет, и её главный шедевр. Всё здесь под стать хозяйке. Дом муз стал как будто живым существом. И они срослись так прочно, что теперь не могут друг без друга. <…> Все здесь необычно. Сюрпризы от самого порога. Странные, причудливые, замысловатые комбинации витых металлических перьев, старых книг, своих и чужих живописных работ, засушенных цветов… Великое и малое, шедевр известного мастера и конфетная коробка. Венский стул и детский рисунок. Творенье художника-случая и чугунный утюг. Гастрольная афиша Пилар Риохи – той, у которой в давние годы украли в ярославской филармонии шубу и кастаньеты… Звенья единой творческой мысли. Соколова встретит вас у входа. И – будьте уверены – не отойдет ни на шаг, будет жадно ждать ваших впечатлений, ведь она продумала ваш визит от первой до последней минуты. Вы попали в её домашний театр. Здесь учтён, кажется, и скрип половицы, и звон колокольчика над головой. Дом должен, так задумано, стать вашим другом навсегда.
В 1994 году за активную творческую деятельность, а также создание «Дома муз» постановлением губернатора Ариадна Соколова была удостоена областной премии им. А. М. Опекушина III степени.

## 1995—2006
Однако уже в середине девяностых годов положение «Дома муз» стало осложняться: власти утратили к нему интерес, исчезла и большая часть спонсоров. В это же время фактически распалось культурно-просветительское общество «Искусство, литература, музыка». На его месте была зарегистрирована Ярославская городская общественная организация «Музей современного искусства „Дом муз“», учредителями которой, помимо Ариадны Соколовой, выступили областное отделение ВООПИиК и Ярославская организация Союза художников России.

После этого был заключен новый договор, согласно которому Комитет по управлению муниципальным имуществом мэрии г. Ярославля передавал здание, находящееся на балансе управления культуры мэрии в безвозмездное пользование городской общественной организации. Однако за последней была оставлена обязанность оплачивать коммунальные расходы — и, учитывая малочисленность общественной организации, содержание дома фактически легло на плечи самой художницы. В итоге осенью 1997 года областная газета «Северный край» отмечала: 
Красота-то там есть, но не всем доступна. Сегодня и живописные интерьеры,  и интересная экспозиция скрыты от глаз зрителя. Прекратилось даже скромное финансирование музея, сам статус его по сию пору находится под вопросом. Соколова трудится в музее – заметим, не частном, как, например, «Музыка и время» — бескорыстно. Ей едва хватает средств на содержание сторожа. В последний момент удалось договориться о теплоснабжении <…> Дом муз мог бы многим помочь войти в мир красоты. Мог бы. Нужно немного: привести его окончательно в божеский вид, дать ему вполне официальный статус, установить режим работы. Соколова бодрится. Она ещё верит, что такое возможно. Да и на самом деле невозможного тут нет. Дом нужен ярославцам. А с другой стороны, это такая изюминка, что редкий турист сюда откажется забежать на час-другой.
Тем не менее, деятельность «Дома Муз» продолжалась. На рубеже столетий Ариадна Соколова, например, выдвинула лозунг: «То, что произведено человеком — уже искусство», и расширила экспозицию за счёт шедевров, сделанных из картонной и пластиковой упаковки, а также других артефактов вроде куска резины, случайно похожего на профиль Пушкина.

Корреспондент областной газеты «Северный край» Татьяна Егорова, характеризуя работу Ариадны Леонидовны, отмечала: 
Она сама таскала и до сих пор таскает камни, выкладывает плитку, что-то приколачивает, мёрзнет тут зимой, водит экскурсии. <…> Этот дом – самое главное, что случилось в жизни Ариадны Леонидовны за последние годы. Были выставки её работ в капелле им. М. И. Глинки в Питере, выставки в Москве, Тбилиси, Ярославле, но Дом муз важнее всего. Потому что он в её родном городе и создан для него. Для города, где она выросла, где стала художником.
Между тем, проблемы с дефицитом средств продолжали шириться. Так, по состоянию на 2001 год, только за тепло у «Дома муз» накопились семилетние долги на сумму 45 тысяч рублей. Чтобы погасить их, Ариадна Соколова предложила руководству «Ярэнерго» бартер — два своих индустриальных пейзажа, оценённых экспертами Ярославского художественного музея как раз в эту сумму. О реакции предприятия-монополиста источники умалчивают. Из-за отсутствия средств Ариадна Леонидовна была вынуждена отказаться также от услуг сторожа и завела вместо него несколько собак — как сама говорила, «похожих на овчарок».

К 2002 году таких собак было уже пять. Корреспондент областной газеты «Северный край» отмечал: 
На решетки и сигнализацию денег нет, а что осталось бы от Дома без этой голосистой лохматой компании, можно только представить. Впрочем, воры – не единственная опасность, о которой приходится помнить на протяжении всех лет существования Дома. Время от времени на него покушаются вполне приличные люди. Было несколько попыток напроситься в «угловые жильцы» с далеко идущими намерениями, дискредитировать хозяйку, хвостатых сторожей и всю её «малопонятную» затею.
К финансовым проблемам прибавились бытовые. Дело в том, что «Дом Муз» расположен в низине, которую весной постоянно заливают талые воды. Собственно, именно из-за них, подтапливающих фундамент, здание и было в своё время расселено. Поэтому Ариадна Соколова несколько лет сама таскала в рюкзаке камни и построила собственными руками бордюр-дамбу, не позволяющую талой воде обступать здание и заболачивать окружающую территорию. Как раз после этого стало возможным осушение подвала, да и в самом здании влажность существенно уменьшилась.
Однако в апреле 2002 года ярославское ЖСК «Медик-3» начало возведение в соседнем дворе нового элитного дома. Чтобы обеспечить быстрый ход строительства, потребовалась подъездная дорога, которую инициаторы без согласования с проектной организацией — НИИ «Ярославльгражданпроект» — присыпали прямо за «Домом муз». Как следствие, бордюр-дамба оказалась сломана, и талые воды стали всё сильнее заболачивать территорию вокруг здания. Это вызвало бурный рост травы и кустарников, при том, что благоустраивать придомовой участок у одинокой пожилой художницы не было сил. Одновременно от решения вопроса устранились практически все организации, ответственные за содержание территории — от Горзеленхоза до РЭУ.

Однако главной бедой было все же растущее внимание к зданию со стороны различных претендентов. Профессор ЯГПУ Евгений Ермолин отмечал: 
Новая, прагматичная жизнь подступает к Дому муз со всех четырёх сторон. Недавно выяснилось, что этот район — как ни крути — центр города. А место в центре Ярославля нынче стоит дорого. И цены на недвижимость взлетели до небес. Вот Рида и стоит теперь на страже. Недавно, например, Соколова провела одну успешную военную кампанию. Есть в городе особа, которая решила, кажется, приватизировать местную культуру. Приглянулся ей соколовский Дом муз. И решила она, что Соколовой такой особняк не по чину, а вот ей – в самый раз. Начались интриги. Но не удалось энергичной энтузиастке выселить муз. Стойко стояла Ариадна Соколова на страже своей мечты. Так что и поныне продолжается здесь редкостный опыт рождения красоты из хаоса и безобразия.
Несмотря на это, работа в Доме муз продолжалась: так, в 2002 году каждую субботу в 15.00 Ариадна Соколова открывала здание для желающих, хотя в остальное время посещение музея было возможно только по предварительной договорённости с самой художницей. В том же 2002 году она вновь устроила персональную выставку в Ярославле, а со 2 июля по 10 августа 2003 года её выставка прошла в московском Центральном доме художника.
2 февраля 2004 года Указом Президента РФ за многолетнюю плодотворную деятельность в области культуры и искусства Ариадна Соколова была удостоена звания «Заслуженный художник Российской Федерации». Высокая награда наверняка предусматривала и многолетние старания Ариадны Леонидовны по благоустройству «Дома муз». Но материальных проблем это, увы, не решило.
Новые неприятности принёс построенный неподалёку «Макдоналдс»: вместе с пищеотходами появились и крысы, которые часто забегали в музей современного искусства. От грызунов стали страдать экспозиции, и Ариадна Соколова была вынуждена завести несколько котов. Они, впрочем, стали таким же непременным атрибутом «Дома муз», как сами картины.

Наблюдая за растущими трудностями «Дома муз», ответственные лица подсказывали Ариадне Леонидовне разные варианты решения проблем. Начальник управления культуры мэрии Ярославля Валентина Зарецкая вспоминала: 
В своё время мы предлагали сделать «Дом муз» муниципальным учреждением, она оставалась бы его заведующей, а дом приобрёл бы официальный статус. <…> Мы говорили, что сделаем всё, чтобы сохранить коллекцию. Она категорически отказалась.
 Директор Музея истории города Ярославля Владимир Извеков сообщал: 
В своё время мы предлагали Соколовой стать штатным сотрудником нашего музея, причём с очень хорошей ставкой, или сделать в доме выставочный зал современного искусства. Всё это помогло бы справиться с рядом управленческих задач. Но она все варианты отвергала — во имя своей творческой и личной свободы.
 Председатель областного отделения Союза художников Александр Карих подчёркивал: 
В своё время я пытался как-то всё упорядочить. «Дом» мог бы стать филиалом выставочного зала Союза художников, сделаться более доступным, но договариваться с Ариадной Леонидовной достаточно сложно. Что поделаешь! Художники — все оригинальные люди, а наиболее талантливые — самые оригинальные.
 Исходя из стремления сохранить творческую свободу, отказалась Ариадна Леонидовна и от предложения Ярославского художественного музея сделать «Дом муз» своим филиалом.

## 2007—2008
Весной 2007 года уроженка Ярославля, выпускница ВГИКа и мастерской Петра Тодоровского Полина Варази сняла на киностудии «Точка зрения» посвящённый деятельности Ариадны Соколовой и «Дома муз» документальный фильм «Нить Ариадны». Его премьерный показ прошёл 4 июня в Ярославском киноклубе на ул. З. Космодемьянской, после чего зрители встретились и с режиссёром, и с самой художницей.
На этом этапе новым стимулом для развития «Дома муз» стало сотрудничество с областным творческим объединением «Lift-проект». Так, 24 июня 2007 года в саду «Дома Муз» состоялось празднование Дня рождения Ариадны Соколовой, организованное объединением «Lift-проект», подарившем Ариадне коробку с игрушками, а посетившие мероприятие члены ярославского объединения практикующих архитекторов «Кромбит Траксорм» возвели, пользуясь подручным материалом, «башню Татлина». 2 июля 2007 года в саду «Дома муз» прошёл организованный ярославским киноклубом «lift.кино» открытый просмотр мультфильмов М. Алдашина, Ю. Норштейна и М. Дудок де Вита.
15 августа 2007 года в «Доме муз» за круглым столом собрались участники проводившегося в Ярославле с 7 по 23 августа под патронажем отдела международных связей мэрии Ярославля и мэрии города Пуатье (Франция) российско-французского проекта «Si pres du loin / Так близко, что далеко». Актёры, фотографы, архитектор и режиссёр искали ответ на вопрос, чем они могут быть полезны друг другу, а вместе — городу, который готовится к тысячелетию, и 21 августа изложили свои идеи представителям местной власти.
19 октября 2007 года в «Доме муз» провела несколько мастер-классов по художественному переводу Кэрол Девис — известный языковед, специалист американской литературы и давняя поклонница России.
13-16 декабря 2007 года в «Доме муз» проходила мастерская Полины Варази по текке — технике мокрого и сухого валяния шерсти для создания игрушек, украшений и произведений искусства.
Стараясь поддержать новых союзников, Ариадна Соколова возвела для постановок молодёжного экспериментального театра во дворе «Дома Муз» павильон, представлявший собой гаражный бокс с приставленным к нему коммерческим ларьком старого образца, над которыми был деревянный купол со стеклянными окнами.
В 2008 году Ярославский художественный музей начал реализацию проекта «Провинциальный идеализм. Город. Три века художественной традиции», который был отмечен грантом губернатора области, посвящался грядущему тысячелетию Ярославля и проходил в рамках межрегиональной культурной программы «Дружеское послание». Среди семи музеев, предоставивших для проекта произведения из своих фондов, значился и ярославский «Дом муз».
С 5 по 8 марта 2008 года в «Доме муз» были организованы творческие мастерские Полины Варази по сухому и сырому валянию шерсти для создания произведений искусства, а также росписи и декорирования маек.
22 марта и 12 апреля 2008 года в «Доме муз» прошла творческая мастерская Александры Шуниковой по изготовлению hand-made открыток.
8 июня 2008 года в «Доме муз» работали творческие мастерские по изобразительному искусству, композиции, инсталляции и дизайну, организованные ярославским общественным объединением «Lift-Проект».

К сожалению, дальнейшему осуществлению акций творческой молодёжи на базе «Дома муз» мешали и немощи пожилой художницы, из-за которых в последний момент переносились уже запланированные мероприятия, и трепетное отношение Ариадны Соколовой к самим предметам, наполнявшим здание. Руководитель «Lift-Проект» Юлия Кривцова сообщала: 
Мы сами брали над ней шефство — ходили, помогали, но… В субботу устраиваем субботник — выносим мусор, а в понедельник возвращаемся и видим: она все несет назад.

## 2009
По мере того, как подходил к концу срок договора о безвозмездном пользовании зданием «Дома муз», на него всё чаще стали обращать внимание сомнительные личности. «К Ариадне Соколовой постоянно приходят какие-то люди и пытаются дом захватить, поэтому она боится любых посетителей», — сообщала руководитель «Lift-Проекта» Юлия Кривцова.

Неудивительно, что уже в феврале 2009 года пошли слухи, будто здание «приглядел» себе находящийся рядом развлекательный центр «Смирнов». Никак не комментируя это, специалист комитета по управлению муниципальным имуществом мэрии г. Ярославля, куратор по аренде Марина Белоухова, однако, отмечала: 
Проверки наших специалистов на улице Чайковского, 23а, показали, что здание находится в удручающем состоянии. Но есть тройственный договор между нашим КУМИ, управлением культуры и общественной организацией — музей современного искусства «Дом муз» — о безвозмездном пользовании помещением, и этот договор остаётся в силе. Бывшая больница Бибиковых по-прежнему находится на балансе управления культуры. А вот сведениями о том, что будет с «Домом муз» дальше, я не располагаю.

Таким образом, был получен «первый звонок» о возможном выселении из здания, и архитектор-реставратор, председатель областного совета Всероссийского общества охраны памятников истории и культуры Вячеслав Сафронов отметил: 
Если так случится, это ужасно. Уникальные коллекции, собранные художником Ариадной Соколовой, и сама бывшая больница Бибиковых, памятник архитектуры XIX века, единственный в Ярославле образец стиля «русской готики», если куда-то и «передавать», то, думаю, музею истории города, иначе его вряд ли сохранить для культуры.

30 апреля 2009 года срок договора на пользование зданием закончился и Ариадну Соколову проинформировали, что перезаключать его с городской общественной организацией «Дом муз» ярославские власти не будут. Одновременно здание было снято с баланса управления культуры мэрии. Комментируя ситуацию, заместитель председателя Комитета по управлению муниципальным имуществом мэрии Ярославля Тарас Потолов сообщил: 
Согласно договору пользователь должен содержать здание в надлежащем состоянии, соблюдая санитарные нормы, правила пожарной безопасности. Совершать ремонт, убирать территорию. Дом муз не отвечает этим требованиям, и уже очень давно.
 Он же не стал скрывать, что здание готовится к приватизации, и в ноябре-декабре 2009 года его должны выставить на торги.
Любопытно, что такое смелое заявление было сделано без учёта одного важного фактора. Ведь дом является памятником истории и культуры областного значения, и, по законодательству, процесс приватизации требовалось согласовать с областным комитетом историко-культурного наследия. Однако, по словам его председателя Юрия Аврутова, даже по состоянию на осень сделано этого не было.

Получив информацию о нежелании мэрии перезаключать договор с городской общественной организацией «Дом муз» о пользовании зданием, Ариадна забила тревогу: она направила письмо губернатору Ярославской области — но понимания не нашла, а ещё одно её письмо, адресованное руководству ЮНЕСКО, «застряло» в Москве. Сама 84-летняя художница подчеркивала: 
Я не в претензии. Я всё понимаю. Но пусть мне дадут ещё пожить и позаниматься своими делами.

Единомышленники Соколовой также просили защиты «Дома муз» у разных структур, вплоть до специализированных изданий вроде журнала «Тара и упаковка» — поскольку в своё время он первым заметил, что именно из отходов упаковки состоит внушительная часть экспозиции Дома Муз. В ответ редакция сообщала: 
Совершенно уникальные коллекции, собранные Ариадной Соколовой, сегодня, в условиях постоянно растущего загрязнения окружающей среды твердыми бытовыми отходами, основную часть которых составляют отходы упаковки, — имеет не только культурную и художественную, а главное, — социальную ценность. При наличии в пределах Золотого кольца России нескольких музеев водки, пива, в которых наших туристов учат «культурно пить», Дом-музей Ариадны Соколовой в Ярославле, практически единственный в России музей, в котором в такой яркой и необычной форме представлены проблемы загрязнения окружающей среды бытовыми отходами. Этот Дом хорошо известен жителям Ярославля. Работу Ариадны Соколовой уже не первый десяток лет поддерживает Торгово-промышленная палата Ярославля. Редакция журнала «Тара и упаковка» обращается к читателям, специалистам, работающим в сфере упаковки, к экологам, ко всем, кто несет ответственность за образование отходов упаковки — с просьбой поддержать Ариадну Соколову.

Во второй половине октября скандал с возможным выселением «Дома муз» выплеснулся сперва в ярославские интернет-сообщества, а оттуда — на страницы газет, представители которых стали просить у чиновников разъяснений. Начальник управления культуры мэрии Ярославля Валентина Зарецкая комментировала, например, сложившуюся ситуацию следующим образом: 
Я с глубоким уважение отношусь к таланту Ариадны Леонидовны. Но сейчас музей фактически не существует: у неё нет средств оплачивать «коммуналку», нести на плечах весь груз заботы о нём. <…> Что теперь ждет «Дом муз», трудно сказать. Я получила официальный документ, что здание снято с баланса управления культуры. Я не знаю, кому оно станет принадлежать. Когда это определится, будем решать вопрос с фондами «Дома»…

Областная газета «Северный край» обращалась за разъяснениями и к начальнику Комитета по управлению муниципальным имуществом мэрии Ярославля Владимиру Кускову, который, по оценке журналиста, «с некоторой долей раздражения» ответил: 
Там нет никаких учреждений культуры. У нас нет муниципального учреждения «Дом муз». Нет ни договоров, ни документов, никаких признаков какого-либо учреждения вообще. Дом до сих пор считается жилым, хотя в нём явно никто не живёт. Там не было ни межевания, ничего, что должно быть <…> Сейчас идет процесс оформления документации. Возможно, он поступит в приватизацию, возможно, в какое-то другое распоряжение. Думаю, судьба его решится до конца года.

Нетрудно заметить пробел в рассуждениях данного чиновника, понимающего под «учреждениями культуры» только привычные ему муниципальные учреждения — в то время, как по закону, учреждения культуры могут иметь и государственную, и муниципальную, и коммерческую, и общественную формы. При этом любопытно, что в городе по-прежнему не хватает площадей под культурную деятельность. Понятно, почему обсуждая возможную судьбу «Дома муз», куратор знаменитого ярославского арт-проекта «Иные» Владимир Гаврилов, например, подчёркивал: 
У нас нет центра современного искусства. И этот дом мог бы им стать. Я бы с радостью туда и картины из своего проекта представил — признанные во всем мире, в Ярославле они не имеют своего постоянного пристанища.

Директор Музея истории города Ярославля Владимир Извеков также выразил солидарность с коллегой, сообщив, что было бы замечательно на первом и втором этажах дома организовать экспозицию и выставочные залы современного искусства, а подвал отдать под арт-кафе. Он отмечал: 
Расположение дома Бибикова — выгодное во всех смыслах: он в центре, там всегда много туристов, молодежи. Думаю, место пользовалось бы популярностью. Знаю точно — нельзя допустить, чтобы в здании памятника архитектуры регионального значения открыли пивнушку.

Корреспондент федерального портала «Роскультура» Ирина Саминская также сообщала: 
Хоть коллеги и говорят о Соколовой с изрядной долей иронии, поход в этот дом стал одним из самых запоминающихся среди моих путешествий. Именно такие неофициальные достопримечательности формируют облик города лучше, чем очевидные — храмы, памятники и кафе в указанных в путеводителях местах. <…> Зачастую подобные музеи — это частная инициатива, и, скорее всего, без своей экстравагантной хранительницы Дом муз не проживет ни дня: инсталляции отправятся на помойку и перестанут быть искусством, а все, что уцелеет от картинной галереи, переместится в местный художественный музей. Но, даже несмотря на этот мрачный прогноз, Дом муз останется городской легендой, а Ариадна Соколова станет персонажем ярославского фольклора. Она создала свой миф, и в этом — её бесценный вклад в историю города.
По состоянию на конец октября 2009 года ситуация с возможным выселением «Дома муз» из здания окончательно разрешена не была.
12 ноября 2009 года в мэрии Ярославля проходили общественные слушания по проекту городского бюджета на 2010 год. Корреспондент Агентства национальных новостей Евгений Мухтаров задал вопрос о судьбе «Дома муз» непосредственно мэру Ярославля. Глава города Виктор Волонунас, увы, лишь подтвердил опасения за судьбу уникального музея современной живописи. Он сообщил:
Я прямо могу сказать, что мы будем принимать по нему решение. Здание должно быть передано в частные руки.
13 ноября 2009 года «Агентство национальных новостей» отмечало:
Ныне противостояние 84-летней художницы и городских чиновников подходит у печальному финалу. Коллекции всё ещё находятся в здании, но «муз» в любой момент могут попросить на улицу. Причем, по общему убеждению, даже если бы каким-то чудом нашелся меценат, готовый купить здание на аукционе и оставить в нём «Дом муз» - этого не случится, поскольку вопрос, «кто будет хозяином», кулуарно уже решен. Осведомленный источник из ярославских органов местного самоуправления сообщил корреспонденту АНН, что уже давно ходят слухи о сговоре между некоторыми чиновниками мэрии и одним из крупных ярославских бизнесменов, положивших глаз на «Дом муз». У этого коммерсанта есть в собственности ненужное ему административное здание, которое требуется мэрии. А у мэрии есть в собственности дом, откуда выселяют организацию Ариадны Соколовой. В итоге, якобы, стороны собираются совершить своего рода «обмен». К зиме дом выставят на торги, но сообщат при этом, что готовы принять у покупателя вместо денег «натуру» - например, в виде административного здания определенной площади, находящегося в определенном месте. Таким образом, нормы федерального закона №94, требующего реализовать муниципальное имущество только через аукционы, будут формально соблюдены - но победителем автоматически станет тот самый бизнесмен, планирующий разместить в историческом здании магазин и ресторан.» 
Через некоторое время Ариадна Соколова обратилась за поддержкой к Зурабу Церетели.
19 ноября 2009 года на имя мэра Ярославля Виктора Волончунаса было подготовлено коллективное письмо от имени Президента Российской академии художеств Зураба Церетели и 30 членов президиума организации, из которых двое — Герои Социалистического труда, 28 человек — лауреаты Государственных премий, 19 человек являются профессорами различных вузов, 25 человек носят звание народных художников СССР, РСФСР или РФ, семеро имеют звание заслуженных художников, а четверо членов президиума удостоены персональных благодарностей и премий Президента Российской Федерации.
В обращении отмечалось:
«Многоуважаемый Виктор Владимирович! 

На имя Президента Российской Академии Художеств Зураба Константиновича Церетели пришло письмо от заслуженного художника России, лауреата премии Опекушина Ариадны Леонидовны Соколовой.
В нём высказывается просьба о сохранении за Ярославским музеем современного искусства «Дом муз» четырёхэтажного кирпичного здания, памятника архитектуры, охраняемого государством, построенном в 1908 году местным врачом Н.И.Бибиковым в стиле модерн с элементами готики, по адресу: г.Ярославль, ул. Чайковского, д.23-а. 

Президиум Российской академии художеств просит вас, уважаемый Виктор Владимирович в преддверии большого праздника Тысячелетия со дня основания Ярославля, а также зная Ваше трепетное отношение к историческому, культурному и художественному наследию города, рассмотреть возможность сохранения  уникального музея городской изобразительной культуры XX века «Дом муз» по вышеуказанному адресу».
25 ноября 2009 года представитель инициативной общественной группы по спасению «Дома муз» Виктория Титова передала помощнику мэра Ярославля указанное письмо, а также обращение Ариадны Соколовой на имя главы города, где отражалось принципиальное согласие передать управлению культуры Ярославля всю коллекцию и имущество общественной организации "Музей современного искусства «Дом муз» при условии, что они будут сохранены в прежнем здании, которое, в свою очередь, станет филиалом Музея истории города Ярославля. Одновременно депутат муниципалитета Евгений Урлашов на заседании комиссии по социальной политике муниципалитета г. Ярославля озвучил письмо в защиту «Дома муз», полученное от президента и членов президиума Российской Академии художеств.
26 ноября 2009 года мэр Ярославля отменил прежнее решение о выставлении «Дома муз» на торги, и поручил начальнику Управления культуры Валентине Зарецкой вместе с директором Музея истории города Ярославля Владимиром Извековым срочно встретиться с Ариадной Соколовой для уточнения, действительно ли она готова передать коллекцию городу при условии, если «Дом муз» станет филиалом Музея истории Ярославля. Встретившись с Соколовой, они получили принципиальное подтверждение этой информации.
7 декабря 2009 года развитие событий вокруг «Дома муз» и Ариадны Соколовой стало темой прямого утреннего эфира радиостанции «„Эхо Москвы“ — Ярославль». В обсуждении приняли участие гости: директор Ярославского джаз-центра Игорь Гаврилов, архитектор Сергей Кремнев, журналист Евгений Мухтаров.

## 2010
1 февраля 2010 года на утренней планерке муниципального учреждения культуры «Музей истории города Ярославля» было официально объявлено, что «Дом муз» переходит на баланс управления культуры мэрии Ярославля и передаётся Музею истории города в качестве филиала, а на ремонт здания и прокладку отопления по второму этажу планируется за текущий год потратить 1,5 млн руб.
Следом эту же информацию подтвердил заместитель мэра по вопросам социальной политики и культуры Андрей Мурашова: «уже принято решение передать его [музей „Дом муз“] в ведение Музея города Ярославля. Здание останется в муниципальной собственности».
17 февраля 2010 года был назначен директор филиала «Дом муз» Музея истории г. Ярославля. Новым руководителем стала Полина Варази.
7 сентября 2010 года состоялась презентация «Дома муз» после «большой уборки».

## 2016
Вторую жизнь ярославский центр современного искусства получил благодаря местному меценату Олегу Жарову, взявшему на себя расходы по реставрации здания из красного кирпича, построенного в стиле романтического модерна. Для всех, кто переживал за судьбу «Дома Муз», это стало настоящим подарком к новому, 2016 году.